# Февральская улица (Подольск)
Февральская улица — улица в центральной части Подольска, одна из самых старых улиц города. Проходит через Центральный и Зелёновский районы города. Улица носит название в честь событий Февральской революции 1917 года в России. До революции Февральская улица называлась Думной улицей. На ней было размещено здание городской Думы, строительство которой было осуществлено по проекту городского архитектора Василия Ивановича Степанова в 1901 году.

## Описание
Февральская улица берет своё начало от пересечения с Курской улицей и далее уходит в северо-западном направлении. Заканчивается на пересечении с Малой Ивановской улицей у реки Пахры. В середине XIX века в Подольске были оборудованы каменоломни, одна из них располагалась в районе Февральской улицы.
Нумерация домов начинается со стороны Курской улицы.
Февральскую улицу пересекают улицы: Курская, Дружбы, Рабочая, Советская, проспект Ленина, Большая Злёновская, Малая Зелёновская и Малая Ивановская. Справа по ходу движения с начала Февральской улицы примыкают Красная улица, Большая Ивановская улица. Слева по ходу движения с начала Февральской улицы примыкает Промышленный переулок. На своем протяжении Февральская улица имеет участок с односторонним движением от Большой Зелёновской улицы до проспекта Ленина.
Почтовые индексы Февральской улицы в городе Подольске: 142100, 142116 и 142119.

## Примечательные здания и сооружения
- Дом культуры имени Лепсе (изначально назывался клубом машиностроительного завода имени Калинина) (Революционный проспект, дом 27)[5]. Дом культуры построен в конце 1920-х годов в стиле конструктивизм.
- Подольский краеведческий музей (Советская площадь, дом 7).
- Дом культуры имени Карла Маркса (Большая Зелёновская улица, дом 50)[6].
- Памятник Карлу Марксу (рядом с Домом культуры на пересечении Февральской и Большой Зелёновской улиц).
- Постамент гренадерам Милорадовича (сквер на пересечении Февральской и Большой Зелёновской улиц)[7] установлен в честь 100-летия победы России над Наполеоновской армией в Отечественной войне 1812 года. Изначально был установлен памятник генералу от инфантерии Милорадовичу, но до наших дней дошел только постамент. Плиту из белого камня от первоначального памятника нашли в одной из школ города Подольска во время переезда. Сейчас плита хранится в краеведческом музее города Подольска[8]. Во время боевых действий, после того как была оставлена Москва, русские войска осуществляли манёвры и тем самым заманивали неприятеля вглубь страны. Манёвр позволил русской армии перегруппироваться, отдохнуть и набраться сил[9]. В дальнейшем фельдмаршал русской армии Михаил Илларионович Кутузов осуществил знаменитый Тарутинский манёвр, который внес перелом в ход Отечественной войны 1812 года. Подольский район и его окрестности понесли значительный урон от армии Наполеона (особенно пострадало село Дубровицы), в честь этих исторических событий и установлен монумент гренадерам Милорадовича, погибшим в 1812 году на Подольской земле[10].
- Троицкий собор (Соборная площадь, дом 3). Собор построен в первой четверти XIX века мастерами школы Бове. Ранее Троицкий собор входил в состав торговых рядов, располагавшихся рядом, которые были утрачены в 1960-е годы. У Троицкого собора есть своя особая святыня, это копия иконы Иерусалимской Божьей Матери (оригинал приносили из города Бронницы во время эпидемии холеры и после отступления болезни выполнили копию) которая считается своеобразным защитником Подольска[8].
- Белокаменная церковь Вознесения Христова (Соборная площадь, дом 3). Церковь была построена в первой половине XVII века (ориентировочно 1724 год). В советское время Белокаменная церковь находилась в плачевном состоянии, однако в настоящее время восстановлена и обновлена.
- Красные ряды (проспект Ленина, дом 107/49). Строительство первых каменных рядов (три отдельно стоящих каменных здания из красного кирпича в старорусском стиле в два этажа) приписывают крестьянину Ивану Маркову[11]. Комплекс зданий располагался сразу на двух улицах, лавки и магазины в конце XIX века располагались разрозненно и неупорядоченно. Объединением торговых рядов занимался архитектор Николай Матвеев. Это происходило в 1910 году. В 1930 году провели реконструкцию Красных рядов, в результате на здания были надстроены третьи этажи. По прошествии длительного времени торговые ряды обветшали и в 2003 году началась реконструкция на основе имеющихся архивных документов. В результате реконструкции Красные ряды обновлены с применением современных строительных материалов, однако с сохранением своего исторического предназначения и цвета.
- Подольский детский дом (Февральская улица, дом 14).
- Нескучный парк (пересечение Февральской и Большой Зелёновской улиц)[12].

## Транспорт
Движение общественного транспорта осуществляется на пересечении с Курской улицей. Там проходят троллейбусные маршруты № 1, № 2 и № 5.
Автобусные маршруты № 4; № 6; № 3; № 13; № 24; № 63; № 65; № 417; № 1024; № 1026; № 1028; № 1032; № 1033; № 1034; № 1036; № 1047; № 1047; № 1077; № 1004; № 1050; № 406; № 446; № 1048; № 21; № 18; № 520К; № 1246, проходят по проспекту Ленина (имеет пересечение с Февральской улицей) и Рабочей улице (имеет пересечение с Февральской улицей).